# ابرهارد شرادر

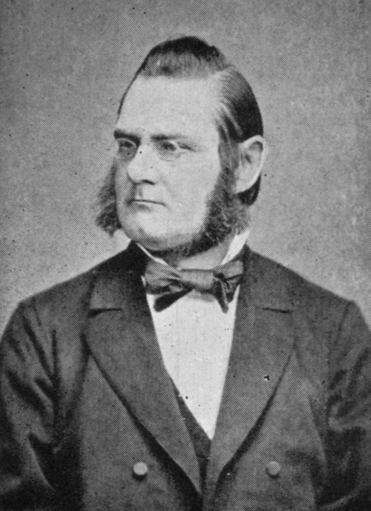
ابرهارد اشرادر، حدود دهه ۱۸۸۰.

ابرهارد شرادر (‎Eberhard Schrader‏) (۷ ژانویه ۱۸۳۶ - ۴ ژوئیه ۱۹۰۸) از خاورشناسان آلمانی و متخصّصان نامدار در آشورشناسی، کتیبه‌شناسی و تحقیق در کتاب مقدّس مسیحیان بود.

## پیشینه
اشرادر در هفتم ژانویه ۱۸۳۶ در براونشوایگ زاده شده و در گوتینگن نزد اوالد تحصیل کرد. در سال ۱۸۵۸ او به خاطر رساله‌ای در مورد زبان‌های اتیوپیایی برنده یک جایزه دانشگاهی شد. او در سال ۱۸۶۲ به سمت دانشیار و در ۱۸۶۳ به سمت پروفسور الهیّات دانشگاه زوریخ منصوب شد. و در ۱۸۷۰ در گیسن و در ۱۸۷۳ در ینا تدریس کرد و در ۱۸۷۵ به عنوان پروفسور زبان‌های سامی و آشورشناسی در دانشگاه فریدریش ویلهلم (دانشگاه هومبولت امروزی) برلین به تدریس پرداخت.
اگرچه او نخست توجه خود را پژوهش در خصوص کتاب مقدس مسیحی معطوف کرده‌بود، دستاوردهای اصلی او در زمینه آشورشناسی بود، و او در این زمینه به یکی از پیشگامان در آلمان تبدیل شد و شهرت بین‌المللی به دست آورد. او در برلین درگذشت.
در ۱۸۷۰ هاینریش اشتاینر خاورشناس سوئیسی به جانشینی ابرهارد اشرادر، به استادی عهد عتیق (از کتاب مقدس) و زبان‌های سامی دانشگاه زوریخ برگزیده شد.

## آثار شرادر
- Studien zur Kritik und Erklärung der biblischen Urgeschichte (1863) (مطالعاتی در نقد و توضیح داستان‌های کهن کتاب مقدس)
- Wilhelm Martin Leberecht de Wette's Einleitung in das Alte Testament، 8th edition (1869) (پیشگفتار ویلهلم مارتین لبرشت دوته بر عهد عتیق، ویرایش هشتم)
- Die assyr. -babyl. Keilinschriften (1872) (کتیبه‌های میخی آشوری-بابلی)
- Die Keilinschriften und da s Alt. Test.  (1872; 3rd ed. by Zimmern and Winckler، 1901-1902) (کتیبه‌های میخی و عهد عتیق)
- Keilinschriften und Geschichtsforschung (1878) (کتیبه‌های میخی و پژوهش‌های تاریخی)
- Die Höllenfahrt der Istar (text، trans.، notes، 1874) (هبوط ایشتار به دوزخ، متن ترجمه، و یادداشت‌ها)
- Zur Frage nach dem Ursprung der altbabylonischen Kultur (1884) (در باب خاستگاه فرهنگ بابل کهن)
- Keilinschriftliche Bibliothek، in conjunction with other scholars (1877. ‏(کتابخانه کتیبه‌های میخی)، با همکاری دانشوران دیگر.